# Стенли (Фолкландска острва)
Стенли (енгл. Stanley, шп. Puerto Argentino) је главни град Фолкландских Острва под управом британске круне. Налази се на острву Источни Фолкланд, на северној падину у једном од највлажнијих делова острва. На попису из 2012. године, град је имао 2.121 становника, док је цела популација Фолкландских острва била 2.932 становника. Стенли даје 5 од 11 чланова скупштине Фолкландских Острва.

## Историја
Прво село и лука на Фокландима био је Порт Луис који се налазио нешто северније од данашњег Стенлија, у Заливу Беркли. Тадашњи гувернер острва Моуди, одлучио се за премештање на локалитет Порт Џексон, који је након гласања преименован у Стенли Харбур. Стенли Харбор је имао дубље сидриште и бољу луку.
Рад на подизању насеља је почело 1843. године и постао је главни град у јулу 1845. године. Становништво је брзо расло када је направљено бродоградилиште. Добио је име по Едуарду Смиту-Стенлију, државном секретару за Рат и Колоније у то време. Тридесет ожењених пензионера из лондонског Челсија доселио се 1849. године у Стенли да помогне насељавање и одбрани острва.
Стенли се убрзо развио као ремонтна лука, пре изградње Панамског канала, лука Стенли је био редовно посећиван од бродова који су пловили опасним Магеллановим мореузом. Истовремено Стенли је био база бројних китоловаца којих је било доста у Јужном Атлантику, као и база за експедиције на Антарктик.
Стенли је био важна станица за снабдевање угљем бродова Краљевске ратне морнарице Уједињеног Краљевства. Због тога се поред њега одиграла једна од највећих поморских битака Првог светског рата позната као Битка код Фолкландских Острва и Битка код Ла Плате у Другом светском рату.
Клизишта су уништила део града 1879. и 1886. године, а то је проуроковало смрт двоје двоје људи 1886. године. Авионски саобраћај са Стенлијем се почео одвијати 1972. летовима хидроплана из Комодоро Ривадавија у Аргентини. Затим је отворен аеродром у Стенлију који се испочетка користио само за најављене летове, и за осигурање веза с британским базама на Антарктику. Летови за Аргентину су укинути након Фокландског рата 1982. године. Од 1993. постоји редовни недељни лет за град Пунта Аренас у Чилеу.
Стенли су освојиле аргентинске трупе и држале га у својим рукама десет недеља. За време Фокландског рата 1982. године Стенли је преименован у Пуерто Аргентино. Град је претрпео знатна оштећења за време тог кратког рата због двоструког гранатирања од стране Аргентинаца и Британске морнарице и том прилико су погинула три цивила. Чак и данас постоје минска поља у околини града.
Након Фолкландског рата, Стенли је почео да извлачи корист од рибарства и туризма. Почео је да се развија у то време, а источно од центра града је саграђен низ стамбених објеката. Стенли је доживео раст тако да је данас већи за једну трећину него што је био пре рата.

## Име
Велики број варијанти имена града појавила су се и на енглеском и шпанском језику. Стенли је првобитно био познат као Порт Џаксон. Иако је град званично познат као Стенли, често се у британским извештајима након рата назива Порт Стенли. Многа насеља на Фолкландским острвима имају префикс Порт. Међутим, Стенли без префикса Порт (преведено са енглеског лука) је основана много пре рата. Фолкланђани Стенли често називају Град (Town). Шпанци су за време њихове власти на острву 1982. године град звали Пуерто Аргентино.

## Демографија
До 1849. године 30 породица се доселило на острво. Тренутно становништво има низак, али стабилан раст. Стенли је доживео раст тако да је данас већи за једну трећину него што је био пре рата и сада има 2.121 становника. Укупно три четвртине од укупног броја становника острва (2932 према попису из 2012. године) живи у Стенлију. Већина његових становника су мушкарци млађи од 55 година рођени на острву. Међу имигрантима Британци са Гибралтара и острва Света Јелена и Чилеанци (око 130 становника). Град има 83 процента бирачког тела Фолкландских Острва.
| 1981. | 1991. | 2001. |
| ----- | ----- | ----- |
| 1.081 | 1.557 | 1.636 |

## Клима
Клима Стенлија је класификована као клима тундре, због веома хладних дана, где у најтоплијем месецу средња температура ретко прелази 10 °C. Падавине су веома мале, са просеком од 544 mm годишње, а равномерно су распоређене током целе године. Температуре мерене за период 1961–1990 варирају од најниже -11,1 °C до највише 26,1 °C Дана, 23. јануара 1992. године измерено је 29,2 °C.
Фолкландска Острва су показали тренд загревања у последњих неколико година. Максимална температуа у јануару за године 1991-2011 је била 16,5 °C, а од 1961-90 је измерено 14,1 °C.

## Инфраструктура
Данашњи Стенли је путна раскрсница Источног Фолкланда, средиште трговине за цело острво. Локална компанија Фолкландска Острва власник је највећег броја трговина и хотела у граду. Од знаменитости у граду важне су; Острвски Музеј, Гувернерова палата, Славолук од китове кости, тотема, неколико Ратних гробница и стари ратни брод у луци.
Стенли има четири паба, једанаест гостионица, три ресторана, трговину брзе хране и три англиканске цркве. Христова црква подигнута 1892. године је најужнија катедрала на свету. Уз њу се налази и главни туристички биро на острвима. Градска скупштина поред основне намене служи и као пошта, суд, библиотека и сала за плес. У полицијској станици налази се једини затвор на читавом архипелагу са тринаест ћелија. Градски комунални центар има једини базен на целом архипелагу, спортски центар, библиотеку и школу. Поред центра налази се фудбалски травнати терен на којем се играју званичне утакмице.
Западно од града се налази хиподром, на којем се одржавају годишње дводневне коњичке трке 26 - 27. децембра. Ове Божићне трке одржавају се већ преко сто година. Стенли има голф терен који се налази западније од града, са 18 рупа и клупским просторијама.
Спомен болница Краља Едварда VII је главна острвска болница, са хирургијом, радиолошким одељењем, оралном хирургијом и хитном помоћи. Неколико мањих предузећа одржавају аутобуске и такси услуге за Стенли и цео источни Фолкланд.

## Галерија
- Поглед са мора
- Гувернерова кућа
- Градска скупштина
- Пошта